# Großengottern
Großengottern är en ortsteil i kommunen Unstrut-Hainich i Unstrut-Hainich-Kreis i förbundslandet Thüringen i Tyskland. Großengottern var en kommun fram till den 1 januari 2019 när den uppgick i Unstrut-Hainich. Großengottern hade 2 286 invånare 2018.